# فهرست تیم های مسابقات ایندی‌کار
فهرست تیم‌های مسابقات ایندی‌کار فهرستی از تیم‌هایی است که در حال حاضر در مسابقات ایندی‌کار رقابت می‌کنند یا در گذشته در این مسابقات به رقابت پرداختند.

## تیم‌های تمام وقت فعلی
| تیم                              | No. | اسپانسر مالی                       | رانندگان                                                                                 | فهرست مالکان                                 | موتور  |
| -------------------------------- | --- | ---------------------------------- | ---------------------------------------------------------------------------------------- | -------------------------------------------- | ------ |
| ای. جی. فویت اینترپرایسس         | ۱۴  | سکستون پراپرتیز                    | سانتینو فروچی                                                                            | ای. جی. فویت                                 | شورولت |
| ای. جی. فویت اینترپرایسس         | ۴۱  | پری دات کام                        | استینگ ری راب                                                                            | ای. جی. فویت                                 | شورولت |
| آندرتی گلوبال                    | ۲۶  | گینبریج                            | کولتون هرتا                                                                              | مایکل آندرتی دن توریس                        | هوندا  |
| آندرتی گلوبال                    | ۲۷  | اتونیشن                            | کایل کیرکوود                                                                             | مایکل آندرتی دن توریس                        | هوندا  |
| آندرتی گلوبال                    | ۲۸  | Delaware Life                      | مارکوس اریکسون                                                                           | مایکل آندرتی دن توریس                        | هوندا  |
| ارو مک‌لارن                       | ۵   | ارو الکترونیکس رینولدز ویپور       | پاتریسیو او وارد                                                                         | مک‌لارن سم اشمیت ریک پترسون                   | شورولت |
| ارو مک‌لارن                       | ۶   | ارو الکترونیکس ان‌تی‌تی دیتا         | کالوم ایلوت 1 تئو پورشر 5 R نولان سیگل 10 R                                              | مک‌لارن سم اشمیت ریک پترسون                   | شورولت |
| ارو مک‌لارن                       | ۷   | ارو الکترونیکس رینولدز ویپور       | الکساندر روسی 16 تئو پورشر 1 R                                                           | مک‌لارن سم اشمیت ریک پترسون                   | شورولت |
| ارو مک‌لارن                       | ۱۷  | هندریکس کارز                       | کایل لارسون 1 R                                                                          | مک‌لارن سم اشمیت ریک پترسون                   | شورولت |
| چیپ گاناسی ریسینگ                | ۴   | Journie Rewards                    | کیفین سیمپسون R                                                                          | چیپ گاناسی ریسینگ                            | هوندا  |
| چیپ گاناسی ریسینگ                | ۸   | امریکن لژیون                       | لینوس لوندکویست R                                                                        | چیپ گاناسی ریسینگ                            | هوندا  |
| چیپ گاناسی ریسینگ                | ۹   | پی‌ان‌سی                             | اسکات دیکسون                                                                             | چیپ گاناسی ریسینگ                            | هوندا  |
| چیپ گاناسی ریسینگ                | ۱۰  | دی‌اچ‌ال                             | الکس پالو                                                                                | چیپ گاناسی ریسینگ                            | هوندا  |
| چیپ گاناسی ریسینگ                | ۱۱  | ریدجلاین لوبریکنتس                 | مارکوس آرمسترانگ                                                                         | چیپ گاناسی ریسینگ                            | هوندا  |
| دیل کوین ریسینگ                  | ۱۸  | اینوست                             | جک هاروی 11 نولان سیگل 1 R کانر دیلی 1 هانتر مک الریا 1 R                                | دیل کوین                                     | هوندا  |
| دیل کوین ریسینگ w/ ریک ور ریسینگ | ۵۱  | الف (لوازم آرایشی)                 | کالین براون 1 R نولان سیگل 1 R لوکا گیوتو 4 R کاترین لگ 3 تریستان واتیر 1 توبی سووری 1 R | دیل کوین ریک ور                              | هوندا  |
| اد کارپنتر ریسینگ                | ۲۰  | گای‌کر                              | کریستین راسموسن 11 R اد کارپنتر 6                                                        | اد کارپنتر                                   | شورولت |
| اد کارپنتر ریسینگ                | ۲۱  | Risk On International              | رینوس وی کی                                                                              | اد کارپنتر                                   | شورولت |
| اد کارپنتر ریسینگ                | ۳۳  | رایلی چیلدرنز فاندیشن              | کریستین راسموسن 1 R                                                                      | اد کارپنتر                                   | شورولت |
| جونکوس هالینگر ریسینگ            | ۷۷  |                                    | رومن گروژان                                                                              | ریکاردو جانکوس برد هالینگر                   | شورولت |
| جونکوس هالینگر ریسینگ            | ۷۸  | آگوستین کاناپینو 16 نولان سیگل 1 R |                                                                                          | ریکاردو جانکوس برد هالینگر                   | شورولت |
| میر شانک ریسینگ                  | ۰۶  | Cliffs                             | هلیو کاسترونوز1                                                                          | مایک شانک جیم میر لیبرتی مدیا هلیو کاسترونوز | هوندا  |
| میر شانک ریسینگ                  | ۶۰  | اتونیشن سیریوس اکس‌ام               | فلیکس روزنکویست                                                                          | مایک شانک جیم میر لیبرتی مدیا هلیو کاسترونوز | هوندا  |
| میر شانک ریسینگ                  | ۶۶  | Artic Wolf Sirius XM               | تام بلومکویست 5 R هلیو کاسترونوز 2 دیوید مالوکاس 10                                      | مایک شانک جیم میر لیبرتی مدیا هلیو کاسترونوز | هوندا  |
| راحال لترمن لانیگان ریسینگ       | ۱۵  | یونایتد رنتالز فیفت ترد بنک        | گراهام راحال                                                                             | بابی راحال دیوید لترمن مایک لنیگان           | هوندا  |
| راحال لترمن لانیگان ریسینگ       | ۳۰  | Mi-Jack کمپانی انرژی پنج ساعت      | پیترو فیتیپالدی                                                                          | بابی راحال دیوید لترمن مایک لنیگان           | هوندا  |
| راحال لترمن لانیگان ریسینگ       | ۴۵  | های-وی                             | کریستین لوندگارد                                                                         | بابی راحال دیوید لترمن مایک لنیگان           | هوندا  |
| راحال لترمن لانیگان ریسینگ       | ۷۵  | Amada                              | تاکوما ساتو 1                                                                            | بابی راحال دیوید لترمن مایک لنیگان           | هوندا  |
| تیم پنسکی                        | ۲   | شل پی‌ال‌سی هیتاچی پی‌پی‌جی اسنپ-آن    | جوزف نیوگاردن                                                                            | راجر پنسکی                                   | شورولت |
| تیم پنسکی                        | ۳   | پنزویل گالاچر                      | اسکات مک‌لاگلین                                                                           | راجر پنسکی                                   | شورولت |
| تیم پنسکی                        | ۱۲  | ورایزن وایرلس                      | ویل پاور                                                                                 | راجر پنسکی                                   | شورولت |

## تیم‌های پاره وقت فعلی
| تیم                                                                | No. | اسپانسر مالی | رانندگان         | فهرست مالکان                                                 | موتور  |
| ------------------------------------------------------------------ | --- | ------------ | ---------------- | ------------------------------------------------------------ | ------ |
| ایبل موتوراسپورت                                                   | ۵۰  | ایبل         | TBA              | بیل ایبل                                                     | شورولت |
| آندرتی هرتا اتواسپورت / مارکو آندرتی و کرب آگاجانیان پرفورمنس گروپ | ۹۸  | ماپی         | مارکو آندرتی 1   | مایکل آندرتی برایان هرتا مارکو آندرتی مایک کرب کری آگاجانیان | هوندا  |
| درایر و راینبولد موتوراسپورت/ کیوسیک موتوراسپرت                    | ۲۳  | رانچ ۶۶۶۶    | رایان هانتر-ری 1 | دنیس راینبولد                                                | شورولت |
| درایر و راینبولد موتوراسپورت/ کیوسیک موتوراسپرت                    | ۲۴  | پولکادات     | کانر دیلی 1      | دنیس راینبولد                                                | شورولت |